# Straatkleed Henrick de Keijserstraat
Het Straatkleed Henrick de Keijserstraat is een artistiek kunstwerk in Amsterdam-Zuid, De Pijp.
Het is een straatschildering van de hand van Marjet Wessels Boer. Zij mocht van de woningbouwcorporatie Stadgenoot een kunstwerk plaatsen als afsluiting van een renovatietraject van wat begin 21e eeuw de Bakkerpanden heetten. Vastgoedmakelaar Gerard W. Bakker had twee woonblokken aan de Henrick de Keijserstraat naar ontwerp van Arend Jan Westerman in beheer gekregen en probeerde ermee te speculeren. De buurt verzette zich hevig. In 2008 kwamen de panden in handen van Stadgenoot, die na de renovatie een geschenkje wilde geven aan de buurt.
Marjet Wessels Boer ontwierp een straatkleed, dat aangebracht werd in het stukje straat tussen de gebouwen. Daarbij haalde ze inspiratie uit onder meer de panden zelf. Die hebben een geelbruine plint; het straatkleed is uitgevoerd in die kleur. Verder gebruikte ze de symmetrie van de twee woonblokken in een symmetrische opzet. Het is tevens een eerbetoon aan de naamgever van de straat, Hendrick de Keyser, onder meer architect. In het kunstwerk zijn de silhouetten van de Munttoren en de Westerkerk aangebracht. Werkzaamheden van buurtbewoners zijn terug te vinden in het kleed. Zo zijn saxofoons te zien, rubberlaarzen en dierenpootafdrukken verwijzend naar de dierenwinkel. Om de verf op het wegdek te kunnen aanbrengen moest dat eerst grondig gereinigd en gedroogd worden. Daarna werden de mallen neergelegd en verf gespoten.

## Galerij

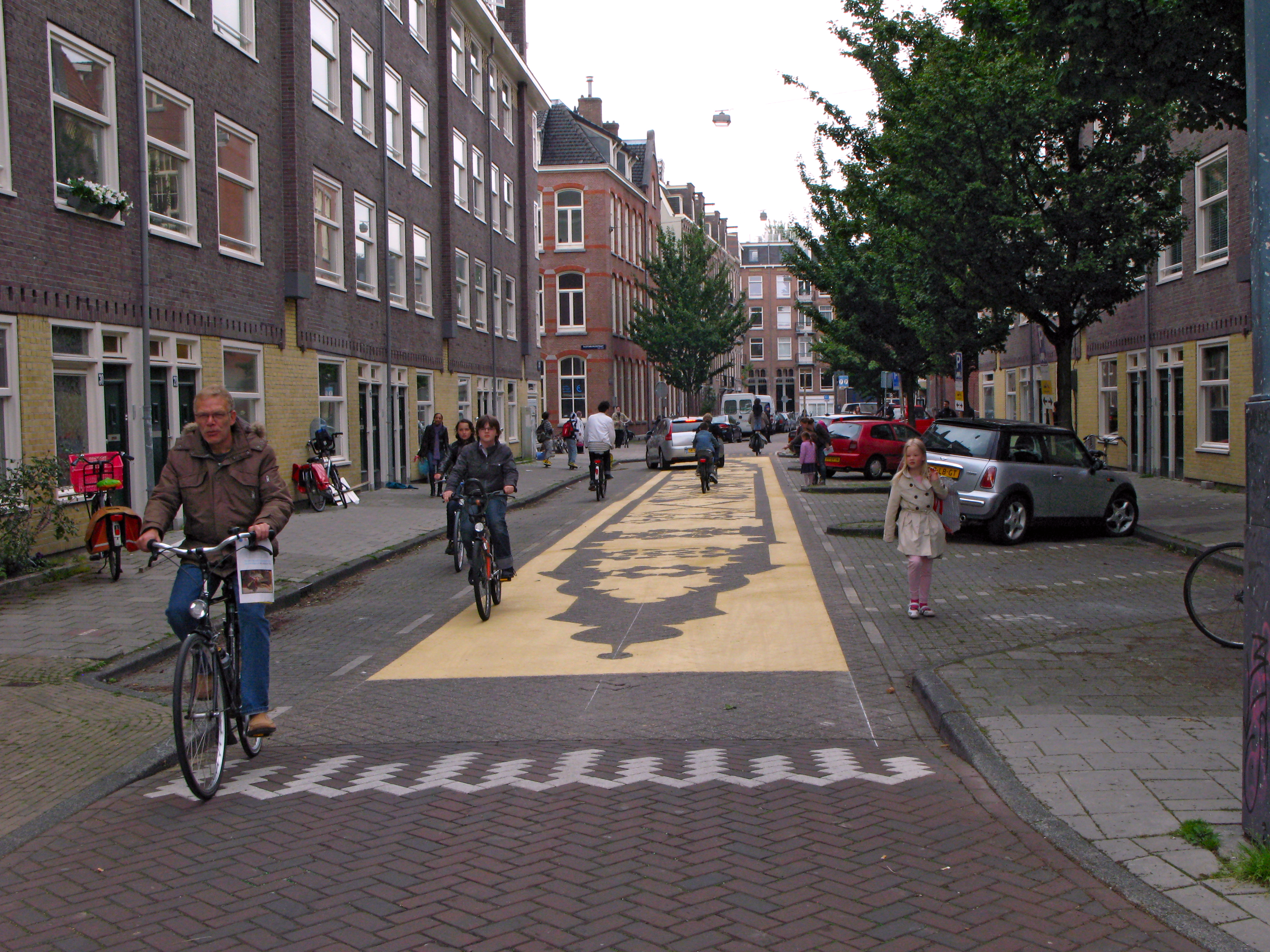
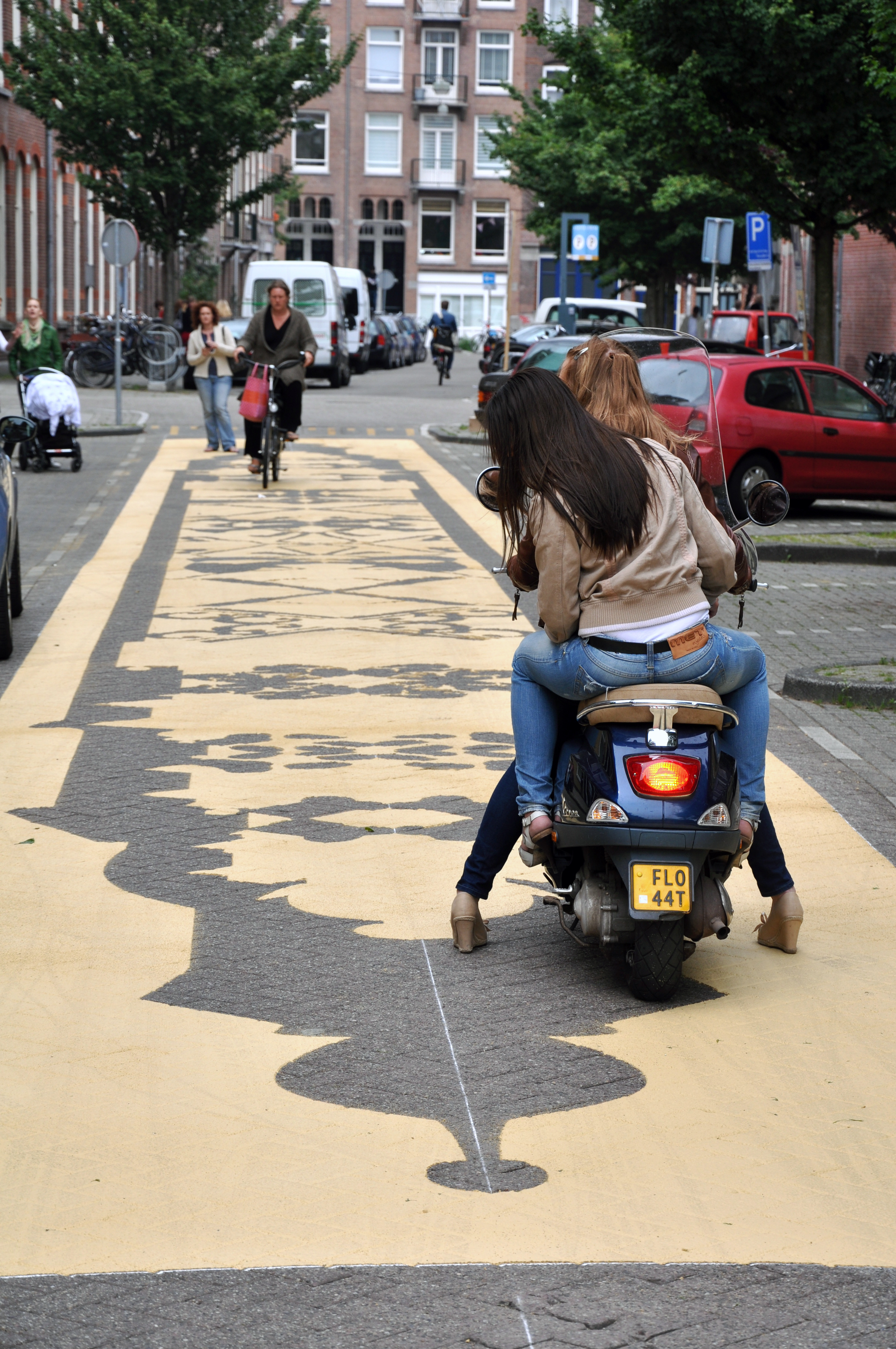
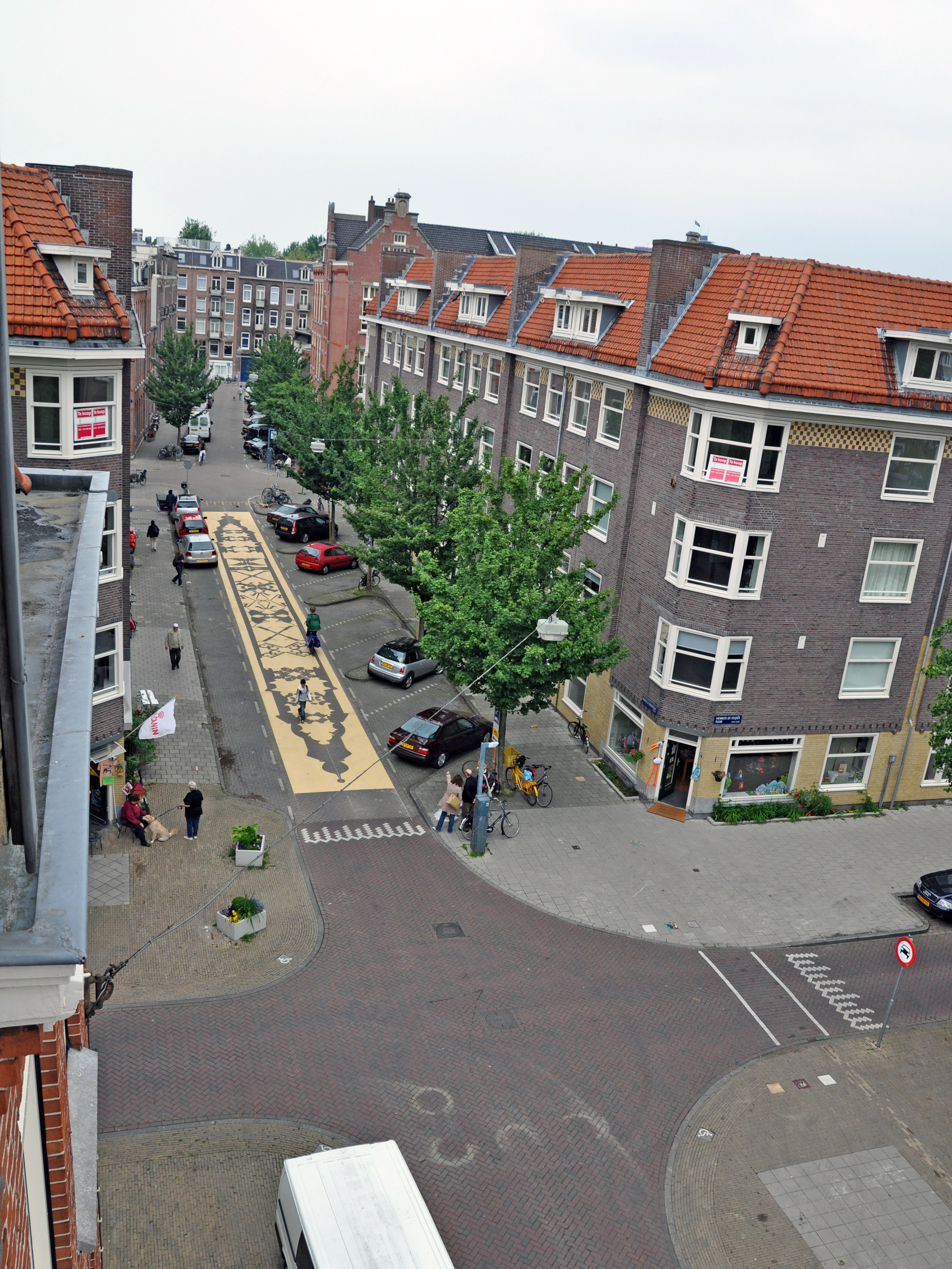
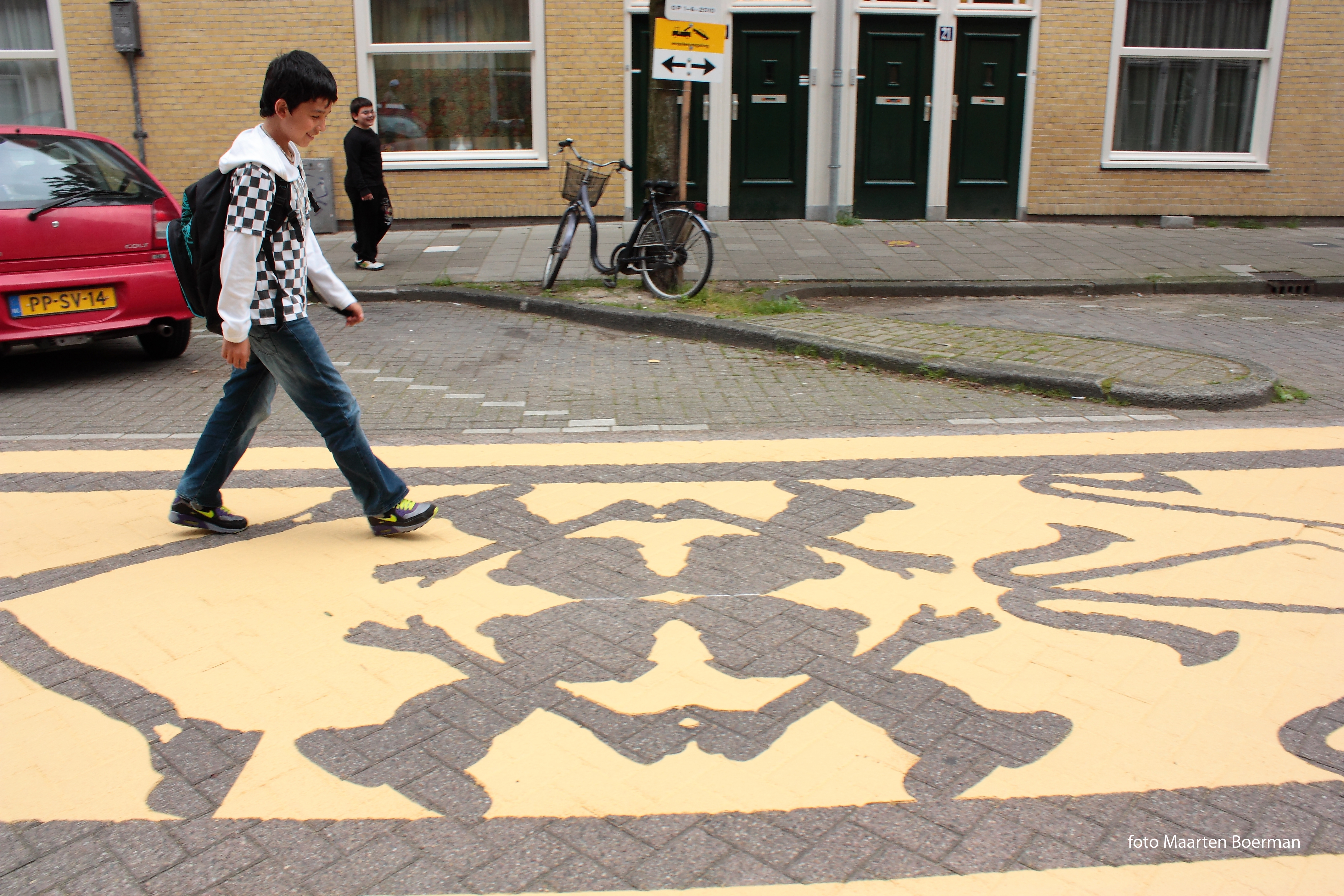